# هان ليلاند
هان ليلاند (بالنرويجية البوكمول: Hanne Leland)‏ هي كاتبة غنائية ومغنية نرويجية، ولدت في 9 مايو 1990 في Byremo ‏ في النرويج.

## وصلات خارجية
- الموقع الرسمي
- هان ليلاند على موقع ميوزك برينز (الإنجليزية)